# Anna Laetitia Barbauld
Anna Laetitia Barbauld (nombre de soltera, Anna Laetitia Aikin; 20 de junio de 1743–9 de marzo de 1825) fue una poetisa, ensayista y escritora de libros para niños, de nacionalidad inglesa.
Barbauld fue una «mujer de letras» especializada en múltiples géneros y tuvo una carrera exitosa. Fue también maestra en la célebre Academia Palgrave y una innovadora escritora de libros para niños; sus famosos libros proporcionaron un modelo pedagógico durante más de un siglo. Sus ensayos demostraron que era posible para una mujer estar involucrada públicamente con la política, y otras autoras la imitaron; lo que es incluso más importante, sus poesías ayudaron a la cimentación del desarrollo del Romanticismo en Inglaterra. Barbauld también fue crítica literaria, y su antología de las novelas británicas del siglo XVIII ayudó a establecer el canon como se lo conoce actualmente.
La carrera literaria de Barbauld finalizó abruptamente en 1812 con la publicación de su poema Eighteen Hundred and Eleven, el cual criticó la participación de Gran Bretaña en las Guerras Napoleónicas. Las duras críticas que recibió la sorprendieron a tal punto que decidió no volver a publicar ninguna de sus obras durante el resto de su vida. Su reputación se vio aún más perjudicada cuando varios de los poetas del Romanticismo que ella había inspirado en el apogeo de la Revolución francesa se volvieron en su contra en los años posteriores, a medida que fueron volviéndose más conservadores. Durante el siglo XIX sólo se la recordó como una escritora puntillosa de libros para niños, y fue olvidada en el siglo XX, hasta que el auge de la crítica literaria feminista durante la década de 1980 renovó el interés en sus obras y produjo una revalorización de las mismas.

## Primeros años
Barbauld nació el 20 de junio de 1743 en Kibworth Harcourt, Leicestershire, Inglaterra. Su padre, el Reverendo John Aikin, era el director de la Academia Kibworth de Disidentes y ministro en una cercana iglesia presbiteriana. La residencia de su familia en Kibworth le dio a Barbauld la oportunidad de aprender latín, griego, francés e italiano, entre muchas otras asignaturas que, según se suponía, eran inadecuadas para la formación de una mujer en su época. La inclinación hacia el estudio por parte de Barbauld preocupó a su madre, quien temía que quedase soltera toda su vida por su carácter intelectual; las dos jamás fueron tan cercanas como Barbauld lo fue con su padre. Sin embargo, la madre de Barbauld estaba orgullosa de los logros de su hija, y unos años más tarde escribió de ella: «En una ocasión efectivamente conocí a una pequeña niña quien estaba tan ansiosa de aprender cómo sus maestros de enseñarle, y quien a los dos años de edad ya podía leer oraciones e historias cortas de sus libros, rápidamente, sin errores; en medio año ya podía leer tan bien como la mayoría de las mujeres; pero nunca conocí a otra como ella, y creo que nunca lo haré».
En 1758, la familia se trasladó a la Academia Warrington, en la ciudad homónima, en donde le habían ofrecido un trabajo como maestro al padre de Barbauld. La Academia tuvo entre sus alumnos a varios de los intelectuales de la época, como el filósofo y teólogo Joseph Priestley, y se la conocía como «la Atenas del Norte» por su estimulante atmósfera intelectual. Otro alumno destacado fue el revolucionario francés Jean-Paul Marat; las anécdotas escolares sugieren que era un «líder francés» allí durante la década de 1770. También fue uno de los pretendientes de Barbauld; presuntamente le escribió a John Aikin declarándole su intención de convertirse en ciudadano inglés para casarse con ella. Archibald Hamilton Rowan también se enamoró de Barbauld y la describió como «una mujer poseedora de una gran belleza, la cual conservó hasta los últimos días de su vida. Su silueta era esbelta, con una tez exquisitamente clara acompañada de su perfecta salud; sus rasgos eran normales y elegantes, y sus ojos de color azul oscuro emitían la luz del ingenio y la gracia». A pesar de la ansiedad de su madre, Barbauld recibió muchas ofertas de matrimonio durante la época, aunque las rechazó todas.

## Primeros éxitos literarios y matrimonio
En 1773, Barbauld escribió su primer libro de poemas, después de que sus amigos la elogiasen y la convenciesen de comenzar a publicar. La colección, titulada simplemente Poems («Poemas»), tuvo cuatro ediciones en un solo año y sorprendió a Barbauld por su éxito. Barbauld pasó a ser una respetada figura literaria en Inglaterra sólo con la reputación de Poems. El mismo año ella y su hermano, John Aikin, publicaron conjuntamente Miscellaneous Pieces in Prose, la cual también fue bien recibida. Los ensayos presentes en la obra (la mayor parte de los cuales fueron escritos por Barbauld) fueron comparados favorablemente con las obras de Samuel Johnson.

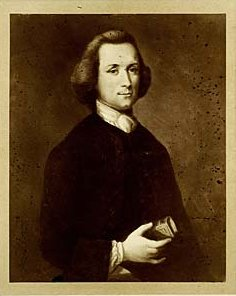
Joseph Priestley (c. 1763): «La Sra. Barbauld me ha dicho que fueron mis obras las que la inspiraron para escribir en verso».

En mayo de 1774, pese a algunas «dudas», Anna Laetitia contrajo matrimonio con Rochemont Barbauld, el nieto de un hugonote francés y antiguo alumno de Warrington. Según la sobrina de Barbauld, Lucy Aikin:

Su cariño hacia el Sr. Barbauld se basó en la ilusión de una fantasía romántica, no de los verdaderos sentimientos de su corazón. Si los otros pretendientes le hubiesen ofrecido antes una mejor atmósfera hogareña, nunca se hubiese permitido a sí misma verse atrapada por las locas demostraciones amorosas –expresadas con modales teatrales y afrancesados – ni hubiese concebido un gusto tan exagerado ante la perspectiva de tener una firme estructura de felicidad hogareña. Mi padre me ha dicho que esta unión precipitada se debe, en gran parte, a la maligna influencia de la obra de Jean-Jacques Rousseau Nouvelle Heloise, con el Sr. B. como St. Preux. Un amigo le informó [a Barbauld] que había sufrido de un arrebato de demencia, y que se había visto obligado a romper el compromiso en dicha instancia. 'Entonces', le respondió ella, 'si lo desilusionara, él se volvería loco'. Su amigo no pudo responderle; y con una especie de generosidad apremiante, Anna se encaminó hacia su melancólico destino.

Después de la boda, la pareja se mudó a Suffolk, cerca de donde le habían ofrecido un trabajo a Rochemont en una escuela para varones. Barbauld pasó el tiempo reescribiendo algunos de los Salmos, un pasatiempo común durante el siglo XVIII, publicándolos bajo el nombre Devotional Pieces Compiled from the Psalms and the Book of Job («Piezas devotas compiladas de los Salmos y del Libro de Job»). Junto a esa obra publicó su ensayo Thoughts on the Devotional Taste, on Sects and on Establishments («Pensamientos sobre el gusto devoto, sobre las sectas y las clases dirigentes»), el cual explica su teoría sobre el sentimiento religioso y los problemas inherentes en la institucionalización de la religión.
Según parece, Barbauld y su esposo se preocuparon ante el hecho de que jamás podrían tener un hijo propio y en 1775, luego de sólo un año de matrimonio, Barbauld le sugirió a su hermano adoptar a uno de sus hijos:

Me doy cuenta que no estoy pidiendo algo sencillo; no debe ser fácil para un padre separarse de un hijo. Por eso diré que al tener más de uno es más simple. Ya que hace una gran diferencia en la felicidad de una persona tener o no tener hijos, creo que da igual si son tres, cuatro, cinco o seis; porque cuatro o cinco con suficientes para darles mucho cariño y afecto. Nosotros ganaríamos mucho, pero tú no perderías nada.

Finalmente su hermano aceptó y la pareja adoptó a Charles; fue para él que Barbauld escribió sus libros más famosos: Lessons for Children (1778–9) e Hymns in Prose for Children (1781).

## Academia Palgrave
Barbauld y su esposo dieron clases durante once años en la Academia Palgrave en Suffolk. A partir de entonces, Barbauld no sólo debió hacerse cargo su hogar sino que también de su trabajo: fue contable, doncella y ama de llaves. La escuela fue inaugurada con sólo ocho alumnos, pero cuando los Barbauld la abandonaron en 1785, alrededor de cuarenta estaban inscritos debido a la excelente reputación que había adquirido la escuela. La filosofía educativa de los Barbauld atrajo tanto a los disidentes como a los anglicanos. Palgrave reemplazó la estricta disciplina de las escuelas tradicionales tales como Eton, que solían utilizar el castigo corporal, con un sistema de «multas» e incluso «juicios juveniles», es decir, juicios llevados a cabo por los mismos estudiantes. Además, en lugar de impartir clases en la forma clásica, la escuela ofreció un plan de estudios práctico que incluyó ciencia y lenguajes modernos. Barbauld enseñó las materias de lectura y religión a los niños más jóvenes y geografía, composición y retórica y ciencia a los más avanzados. Fue una maestra dedicada, produciendo una «crónica semanal» para la escuela y escribiendo obras teatrales para que fuesen representadas por los estudiantes. Barbauld causó un profundo efecto en la mayor parte de los estudiantes; uno que tuvo mucho éxito, William Taylor, un prominente estudioso de la literatura alemana, se refirió a Barbauld como «la madre de su mente».

## Participación política y Hampstead

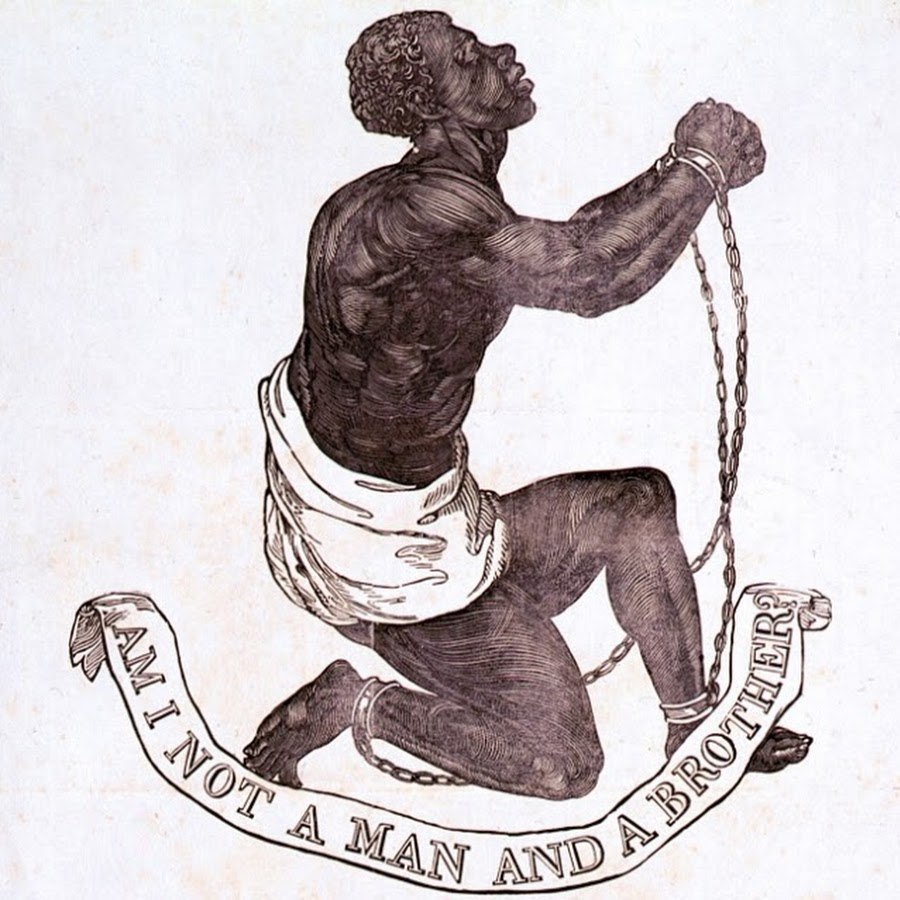
Diseño para el medallón del Comité para la Abolición de la Esclavitud, creado por Josiah Wedgewood.

En septiembre de 1785, los Barbauld dejaron Palgrave para visitar Francia, pues la salud mental de Rochemont se había comenzado a deteriorar y era incapaz de realizar sus deberes como profesor. En 1787, se mudaron a Hampstead donde Rochemont fue recomendado para ponerse a la cabeza de una capilla presbiteriana. Fue aquí donde Barbauld entabló una amistad con Joanna Baillie, una dramaturga. Aunque ya no estuvieron a cargo de una escuela, los Barbauld no abandonaron su compromiso con la educación; a menudo tuvieron uno o dos pupilos viviendo con ellos, quienes habían sido recomendados por amigos personales.
Fue durante este período, el apogeo de la Revolución francesa, que Barbauld publicó sus piezas políticas más radicales. Desde 1787 hasta 1790, Charles James Fox trató de convencer a la Cámara de los Comunes del Reino Unido para que aprobasen una ley que garantizara los completos derechos civiles de los disidentes. Cuando este proyecto de ley fue rechazado por tercera vez, Barbauld escribió uno de sus panfletos más apasionados, An Address to the Opposers of the Repeal of the Corporation and Test Acts. Los lectores se sorprendieron tras descubrir que tal argumento lúcido había sido escrito por una mujer. En 1791, después de que William Wilberforce había intentado prohibir el comercio de esclavos, Barbauld publicó Epistle to William Wilberforce Esq. On the Rejection of the Bill for Abolishing the Slave Trade, el cual no sólo lamentó el destino de los esclavos sino que también advirtió sobre la degeneración social y cultural que los británicos recibirían al no abandonar dicha actividad. En 1792, Barbauld continuó con el tema de la responsabilidad nacional en un sermón antibélico titulado Sins of Government, Sins of the Nation el cual argumentó que cada individuo es responsable de las acciones de la nación: «Fuimos convocados para arrepentirnos de los pecados nacionales, porque podemos solucionarlos, y debemos solucionarlos».

## Stoke Newington y el fin de una carrera literaria
En 1802, los Barbauld se mudaron a Stoke Newington donde Rochemont se hizo cargo de los deberes pastorales de una capilla en Newington Green. Barbauld se alegró de estar junto a su hermano John, dado que la mente de su marido se iba deteriorando cada vez más. Rochemont desarrolló una «violenta antipatía hacia su esposa y descargó su furia demente sobre ella. Un día, durante la cena, tomó un cuchillo y la persiguió alrededor de la mesa y lo único que pudo hacer Anna para salvarse fue saltar por la ventana». Tales escenas, repetidas miles de veces, sumergieron a Barbauld en una gran tristeza y la expusieron a un grave peligro, pero ella rehusó dejar a su esposo. Rochemont se suicidó ahogándose en 1808 y Barbauld cayó en una profunda depresión. Cuando retornó a la literatura, escribió el poema radical Eighteen Hundred and Eleven (1812) en el cual describió a Inglaterra como una nación en ruinas. Fue criticada tan duramente que no volvió a publicar otra obra en su vida, aunque actualmente es catalogado por los expertos como su «gran éxito poético». Barbauld murió en 1825 siendo una escritora de renombre y fue enterrada en el panteón de la familia en St Mary's, Stoke Newington. Después de la muerte de Barbauld, se levantó una lápida de mármol en la Capilla Newington Green con la siguiente inscripción:
En memoria de

ANNA LAETITIA BARBAULD

hija de John Aikin

y esposa de

el reverendo Rochemont Barbauld,

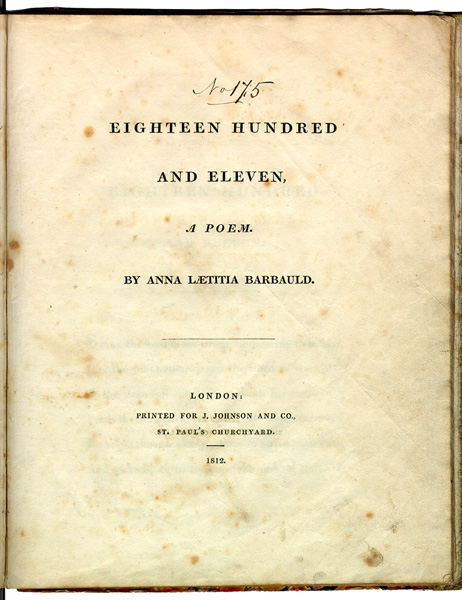
Portada original de Eighteen Hundred and Eleven.

antes el respetado ministro de esta congregación.

Nació en Kibworth en Leicesterhsire, el 20 de junio de 1743,

y murió en Stoke Newington, el 9 de marzo de 1825.

Dotada por el donante de todo lo bueno

con inteligencia, ingenio, talento poético, y un vigoroso entendimiento

empleó estos grandes dones

promoviendo buenas causas para la humanidad, la paz, y la justicia,

de la libertad civil y religiosa,

de una pura, ardiente, y cariñosa devoción.

Dejen a la joven, cultivar con sus escritos el espíritu puro

de la moralidad cristiana;

dejen eso de los años maduros, capaces de apreciar

la sutileza, las radiantes extravagancias, y los resonantes sonidos

de sus composiciones literarias;

dejen sobrevivir a los pocos que compartieron sus encantadoras

e instructivas conversaciones,

ustedes apreciaron

que este monumento no tiene

registrados los exagerados elogios.

## Legado
Tras su muerte, Barbauld fue reconocida en la Newcastle Magazine como «incuestionablemente la primera [es decir, la mejor] de nuestras poetisas, y una de las más elocuentes y poderosas de los escritores de prosa» y la Imperial Magazine declaró que «cuando se expanda la costumbre de las letras en Gran Bretaña, o donde sea que se hable inglés, se recordará el nombre de esta dama». Las obras de Barbauld fueron analizadas favorablemente por Joseph Addison y Samuel Johnson, lo cual significaba una hazaña para una mujer del siglo XVIII. Hacia 1925, sólo era recordada como una escritora de libros para niños con moralejas. No fue sino hasta el advenimiento de la crítica literaria feminista en las décadas de 1970 y 1980 que Barbauld finalmente comenzó a ser incluida en la historia de la literatura.
Sin embargo, Barbauld desapareció del lugar que consiguió por numerosas razones. Una de las más importantes fue el desdén apilado sobre ella por Samuel Taylor Coleridge y William Wordsworth, poetas que en sus épocas de mayor radicalismo, durante su juventud, se habían inspirado en sus obras, pero que en sus últimos años, más conservadores, las habían desdeñado; una vez que estos poetas comenzaron a formar parte del canon literario, sus opiniones se fueron teniendo muy en cuenta. Además, según Matthew Arnold, a finales del siglo XIX el «fermento» intelectual del cual Barbauld fue una parte importante (particularmente en las academias disidentes) se había asociado con la clase media «filistea». La clase media reformista del siglo XVIII más tarde fue señalada como la responsable de los excesos y los abusos de la era industrial.
A medida que los estudios literarios se desarrollaron y conformaron una disciplina en el siglo XIX, la historia de los orígenes del Romanticismo en Inglaterra apareció junto con éstos; de acuerdo con esta versión de la historia literaria, Coleridge y Wordsworth fueron los poetas que dominaron el siglo. Esta visión se mantuvo dominante durante por lo menos un siglo. Incluso con el advenimiento de la crítica feminista en 1970, Barbauld aún no ha recibido el reconocimiento que se merece. Como lo explica Margaret Ezell, los críticos feministas querían resucitar una clase de mujer en particular: enojada, resistente a los roles de géneros de su época, y dispuesta a trazar lazos de amistad con otras mujeres. Barbauld no encajaba fácilmente en tales categorías, y no fue hasta la época del Romanticismo y su respectivo canon fue sometido a una revisión y revalorización por parte de la crítica feminista que se descubrió el valor de la voz de esta autora.

## Análisis literario

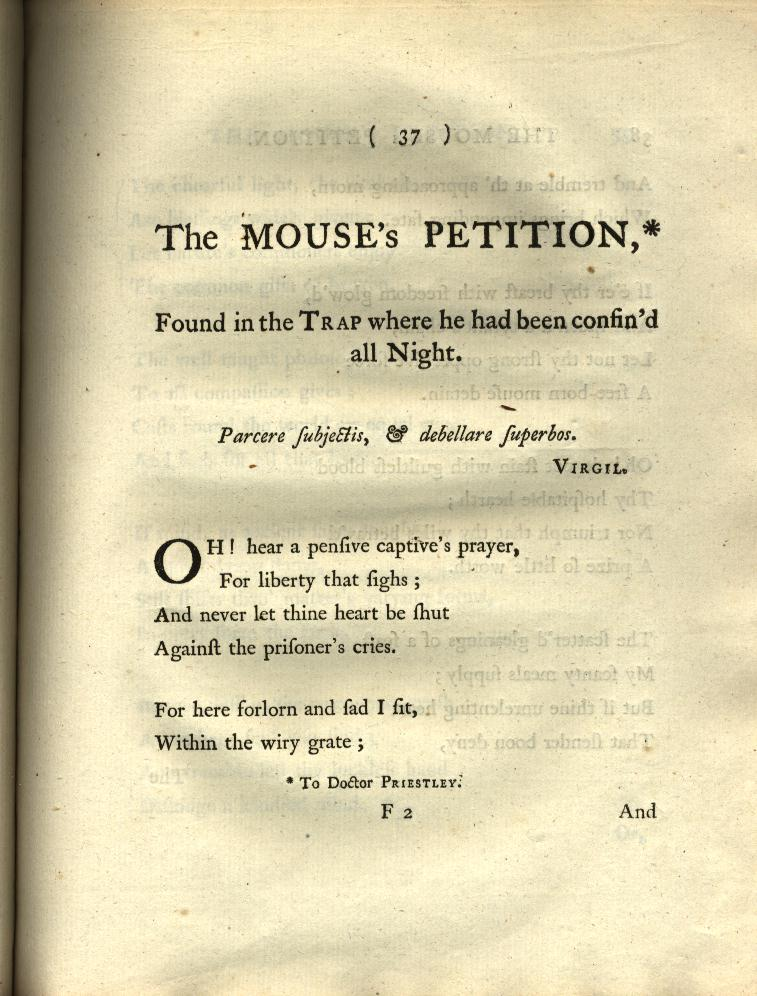
The Mouse's Petition de los Poemas de Barbauld (1772).

### Poesías
Los poemas de Barbauld, los cuales abarcan una gran cantidad de temas, han sido leídos principalmente por las críticas literarias feministas interesadas en devolverles el reconocimiento por parte del público general a las escritoras que habían sido importantes en sus propios tiempos, pero que habían quedado olvidadas en la historia de la literatura. Las obras de Isobel Armstrong representan una de las formas en que realizaron estos estudios; sostiene que Barbauld, al igual que otras poetisas del Romanticismo:

[...] no estuvieron ni volcadas hacia la idea de un discurso femenino especial ni aceptaron una representación de sí mismas como pertenecientes al reino de lo irracional. Se comprometieron con dos estrategias para luchar con el problema del discurso afectivo. En primer lugar, utilizaron las formas y lenguajes femeninos que se acostumbraban, pero les otorgaron tintes analíticos y las usaron para reflexionar. En segundo lugar, desafiaron las tradiciones filosóficas masculinas que llevaron a un discurso degradante de la experiencia femenina y desplazaron aquellas tradiciones.

En su subsecuente análisis de «Inscription for an Ice-House» señala el desafío de Barbauld a la caracterización de lo sublime, lo hermoso y sobre las teorías económicas de Adam Smith en su obra Wealth of Nations realizada por Edmund Burke como la evidencia de esta interpretación.
Las obras de Marlon Ross y de Anne K. Mellor representan una segunda forma de aplicar los puntos de vista de la teoría feminista para recuperar a las escritoras. Sostienen que Barbauld y otras poetisas del Romanticismo tuvieron una voz distintivamente femenina en la esfera literaria. Según Ross, como mujer y disidente, Barbauld tenía una perspectiva única sobre la sociedad y era esta posición específica la que la «obligó» a publicar sus comentarios sociales. Pero, señala Ross, las mujeres estaban bajo una doble obligación: «podían escoger la alternativa de arriesgarse a hablar sobre política en un lenguaje apolítico, disminuyendo, como consecuencia, la claridad y precisión de su mensaje, o podían utilizar los recursos literarios en los cuales el mensaje político estaba más marcado tratando de añadirles un decoro particularmente 'femenino', asumiendo nuevamente el riesgo de debilitar su mensaje». Por lo tanto, Barbauld y otras poetisas de la época a menudo escribían «poemas ocasionales». Tradicionalmente, estos poemas comentaban –a menudo en forma satírica– sucesos nacionales, pero hacia el final del siglo XVIII comenzaron a ser cada vez más serios y personales. Las mujeres escribían poemas sentimentales, un estilo de moda en la época, sobre sucesos personales tales como el nacimiento de un hijo y sostenían que comentando los pequeños acontecimientos de su vida cotidiana, establecerían los cimientos morales para la nación. Historiadores como Ross y Mellor sostienen que esta adaptación de los estilos y géneros existentes es una de las formas en que las poetisas crearon un Romanticismo femenino.

### Ensayos políticos y poemas
Los textos políticos más significativos de Barbauld son: An Address to the Opposers of the Repeal of the Corporation and Test Acts (1790), Epistle to William Wilberforce on the Rejection of the Bill for Abolishing the Slave Trade (1791), Sins of Government, Sins of the Nation (1793), y Eighteen Hundred and Eleven (1812). Como explica Harriet Guest, «las temáticas más utilizadas en los ensayos de Barbauld escritos durante la década de 1790 son las que se relacionan con la constitución de la opinión pública como un cuerpo religioso, cívico y nacional, y siempre se preocupó por enfatizar la continuidad entre los derechos de los ciudadanos y los derechos públicos definidos en términos ampliamente inclusivos».
Por tres años, desde 1787 hasta 1790, los disidentes ingleses intentaron convencer al Parlamento de revocar el Test Act y las Actas de Corporación que limitaban sus derechos civiles. Después de que se votase en contra de remover las actas por tercera vez, Barbauld volvió a la escena pública tras nueve años de silencio. Su panfleto, muy cargado políticamente, está escrito en un tono sarcástico e incisivo; comienza diciendo «te damos las gracias por el cumplido otorgado a los disidentes, cuando se supone que en el momento en que puedan ser elegidos para cargos de poder, todos estos cargos serán ocupados por ellos». El panfleto sostiene que los disidentes merecen los mismos derechos que cualquier otra persona: «Lo pedimos como hombres, lo pedimos como ciudadanos, lo pedimos como buenos súbditos». Además, Barbauld dice que es precisamente el aislamiento obligado hacia los disidentes por el resto de la gente lo que los marca, no cualquier otra forma de creencias. Finalmente, apelando al patriotismo británico, mantiene que a los franceses no se les puede permitir superar a los ingleses en total libertad.
En el año siguiente, 1791, luego de uno de los varios intentos fallidos de William Wilberforce para suprimir el comercio de esclavos ante el Parlamento, Barbauld escribió su Epistle to William Wilberforce on the Rejection of the Bill for Abolishing the Slave Trade («Epístola a William Wilberforce sobre el rechazo del proyecto para abolir el comercio de esclavos»). En éste, llama a Gran Bretaña a pagar por el pecado de la esclavitud; en un tono severo, condena la avaricia de un país que permite que su riqueza y su prosperidad crezcan gracias a la labor de seres humanos esclavizados. Además, utilizó una ilustración en la que mostró al ama y al amo de una plantación que revela todas las fallas de la «empresa colonial: una mujer indolente, voluptuosa, monstruosa» y un «hombre degenerado y malvado».
En 1793, cuando el gobierno británico convocó a la nación a ayunar en honor a la guerra, los disidentes que se mostraron en contra de la guerra, como Barbauld, fueron presionados con un dilema moral: «¿Obedecer la orden y violar sus conciencias rogando por el éxito en una guerra que desaprobaron? ¿Realizar el ayuno, pero predicar en contra de la guerra? ¿Defender la Proclamación y negarse a formar parte del ayuno?» Barbauld aprovechó la oportunidad para escribir un sermón, Sins of Government, Sins of the Nation («Pecados del gobierno, pecados de la Nación»), sobre la responsabilidad moral de un individuo; para ella, cada persona es responsable por las acciones de la nación porque forma parte de ella. El ensayo trata de determinar que el papel propio del individuo debe desarrollarse en su hogar y sostiene que la insubordinación puede socavar un gobierno, aunque admite que hay líneas que no puede cruzar obedeciendo al gobierno por su moral como ser humano. El texto es una clásica confirmación de la idea de una «guerra injusta».
En Eighteen Hundred and Eleven (1812), escrito antes de que Gran Bretaña entrara en guerra contra Francia por una década y estando a punto de perder las Guerras Napoleónicas, Barbauld les ofreció a sus lectores una sorprendente sátira del estilo de Décimo Junio Juvenal; sostuvo que el Imperio Británico se encontraba en quiebra mientras que el Imperio Americano se estaba fortaleciendo. A partir de entonces, las riquezas y la fama de su nación irían a América en lugar de a Gran Bretaña, dejándola en la ruina. Unió esta caída directamente con la participación de Inglaterra en las Guerras Napoleónicas.
Este punto de vista pesimista hacia el futuro fue, como era de esperarse, muy mal recibido; «las críticas, tanto las publicadas en revistas liberales como las conservadoras, pasaron a ser de prudentes y negativas a escandalosamente abusivas». Barbauld, sorprendida por la reacción, se retiró del ojo público. Incluso cuando Gran Bretaña estaba a punto de ganar la guerra, Barbauld no pudo alegrarse. Le escribió a un amigo: «No sé cómo reaccionar ante esta victoria sobre Bonaparte, espléndida como es, cuando hay que considerar el horrible desperdicio de vidas, la miseria masiva y los enormes combates que causó».

### Literatura infantil

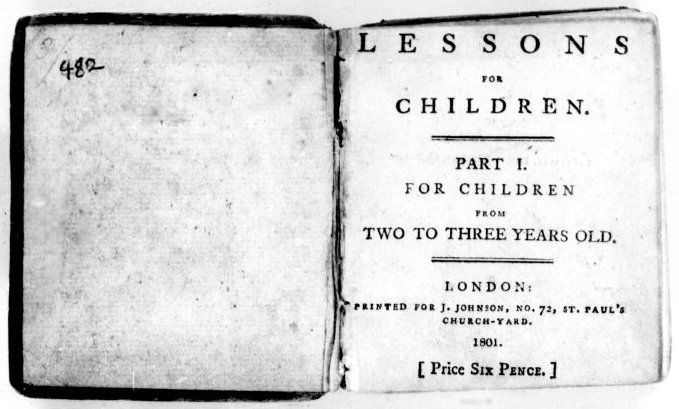
Portada de Lessons for Children of Three Years Old, Part I.

Lessons for Children y Hymns in Prose for Children de Barbauld fueron una revolución en la literatura infantil. Por primera vez, las necesidades de los niños como lectores se tomaron en consideración. Barbauld exigió que su libro fuera impreso con letra grande y con márgenes amplios para que a los niños les fueran fáciles de leer, y principalmente desarrolló un estilo de «diálogo informal entre los padres y los niños» que dominó la literatura infantil durante una generación. En Lessons for Children, una serie de cuatro volúmenes adaptada a los niños de corta edad, Barbauld empleó el concepto de una madre enseñándole a su hijo diversas cosas como la conducta, la lectura, etc. Muchos de los eventos en estas historias se inspiraron en la experiencia de Barbauld en la enseñanza de su propio hijo, Charles. Pero esta serie tuvo más objetivos además de iniciar a los niños en el mundo de la lectura: también les presentan al lector los «elementos de la sociedad, su sistema simbólico y su estructura conceptual, inculcando la ética, y animando a desarrollar cierto tipo de sensibilidad». Además, le explica a los niños los principios de la «botánica, zoología, números, reacciones químicas, el sistema monetario, el calendario, geografía, meteorología, agricultura, economía política, geología, y astronomía».

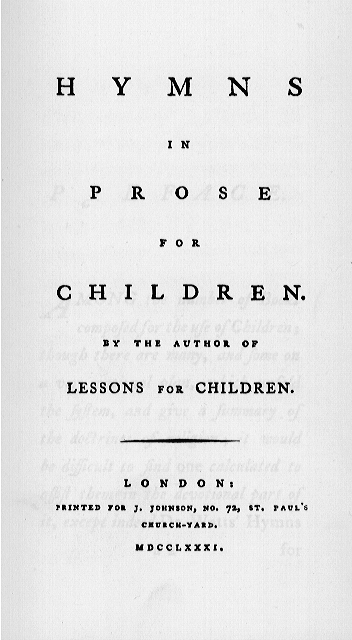
Portada de Hymns in Prose for Children.

Lessons for Children e Hymns in Prose tuvieron, en el campo de los libros infantiles, un impacto sin precedentes; no sólo influenciaron la poesía de William Blake y William Wordsworth, sino que varias generaciones de niños escolares los usaron en sus estudios. El experto en literatura infantil William McCarthy escribió: «Elizabeth Barrett Browning todavía era capaz de recitar algunas líneas de Lessons for Children a la edad de treinta y nueve años». Aunque Samuel Johnson y Charles James Fox ridiculizaron los libros infantiles de Barbauld y opinaron que ella había desperdiciado sus talentos poéticos al escribirlos, Barbauld pensó que lo que escribía era noble y eso la animó a seguir con sus pasos. Como explica su biógrafa Betsy Rodgers, «le dio prestigio a las obras de la literatura juvenil, y sin bajar su nivel al pasar a la escritura infantil, inspiró a otros escritores a escribir en un nivel similar al suyo». De hecho, gracias al trabajo de Barbauld, Sarah Trimmer y Hannah More pudieron dedicarse a escribir para los niños de bajos recursos, y organizar un movimiento de escuelas dominicales a gran escala. Ellenor Fenn, por su parte, escribió y diseñó unas series de lecturas y juegos para los niños de clase media y Richard Lovell Edgeworth creó uno de los primeros estudios sistemáticos del desarrollo de la niñez el cual culminó no sólo con un tratado de educación coescrito con Maria Edgeworth sino también en una colección de historias para niños escritas por Maria.
Barbauld también colaboró con su hermano John en los seis volúmenes de Evenings at Home (1793): un conjunto misceláneo de relatos, fábulas, dramas, poemas, y diálogos. Y de muchas maneras estas historias atraparon los ideales de la educación de la Ilustración: «curiosidad, observación, y razonamiento». Por ejemplo, las historias alentaron a aprender la ciencia a través de distintas actividades; en «Una lectura de Té» los niños aprendían que el «té se hacía probablemente en una operación de química» y eran necesarias la difusión, evaporación y condensación. El texto también enfatizó la racionalidad: en «Things by Their Right Names», un niño demandó que su padre le había dicho que la historia hablaba acerca de «un asesino sangriento». El padre lo hace, utilizando los recursos ficticios de los cuentos de hadas como la frase «había una vez» pero confundiendo a su hijo con detalles como que los asesinos «tenían armaduras de acero». Al final, el niño se da cuenta de que su padre le había contado la historia de la batalla y el padre comenta «Yo no sé nada de asesinos sangrientos». Tanto la táctica de hablar sobre el mundo para obligar al lector a pensar sobre el mismo como el mensaje antibélico del cuento son frecuentes en Evenings at Home. En efecto, Michelle Levy, una historiadora del período, ha expresado que la serie alentó a los lectores a «ser observadores críticos y, cuando fuese necesario, resistentes a la autoridad». Esta resistencia se aprende y se practica en el hogar; según Levy, «Evenings at Home reclama que las reformas políticas y sociales deben comenzar en la familia». Son las familias las responsables del progreso o la involución de la nación.
De acuerdo con Lucy Aikin, la sobrina de Barbauld, las contribuciones de Barbauld en Evenings at Home fueron las historias tituladas «The Young Mouse», «The Wasp and Bee», «Alfred, a drama», «Animals and Countries», «Canute’s Reproof», «The Masque of Nature», «Things by their right Names», «The Goose and Horse», «On Manufactures», «The Flying-fish», «A Lesson in the Art of Distinguishing», «The Phoenix and Dove», «The Manufacture of Paper», «The Four Sisters» y «Live Dolls».

### Trabajo editorial
Barbauld editó una gran cantidad de obras hasta el final de su vida, las cuales ayudaron a formar el canon como se conoce hoy en día. Primero, en 1804, editó la correspondencia de Samuel Richardson y escribió una extensa introducción de la biografía del hombre, que, quizás, fue el novelista más influyente del siglo XVIII. Su «ensayo de la página 212 sobre su vida y obras [fue] la primera importante biografía de Richardson». El año siguiente editó Selections from the Spectator, Tatler, Guardian, and Freeholder, with a Preliminary Essay, un volumen de ensayos que enfatizaron «la inteligencia», «la actitud» y «el gusto». En 1811, recopiló The Female Speaker, una antología de literatura escogida específicamente para chicas adolescentes. Debido a que, de acuerdo con la filosofía de Barbauld, es formativo que alguien lea cuando aún es joven, la poetisa cuidadosamente consideró las particularidades y características de sus lectoras y «eligió temáticas sobre los deberes, los empleos y las disposiciones del sexo débil». La antología está dividida en secciones como «Piezas morales y didácticas» y «Piezas descriptivas y lamentables»; que incluyen poesías y prosas por, entre otros, Alexander Pope, Hannah More, Maria Edgeworth, Samuel Johnson, James Thomson y Hester Chapone.
Pese a la influencia de sus obras anteriores, fueron los cincuenta volúmenes de la serie The British Novelists, publicados en 1810 con un largo ensayo introductorio sobre la historia de la novela, los que le permitieron tomar un lugar en la historia de la literatura. Fue «la primera edición en inglés que hizo comprensiva la crítica y las afirmaciones históricas» y fue con todo el respeto «una empresa creadora de canon». En su intuitivo ensayo, Barbauld legitima la novela, entonces todavía un género controvertido, conecta a la Antigua Persia y a la literatura griega. Por su gran novela que es «una épica en prosa», con más que personajes y sin la maquinaria de lo supernatural. Barbauld explicó que su novela daba gran cantidad de beneficios; no sólo para el «placer doméstico» sino que también «entretenimiento para la población infundiendo los principales sentimientos morales». Barbauld también siempre escribió introducciones para cada una de las obras de los cincuenta autores en sus series de libros.

## Lista de obras
Esta lista de obras fue tomada de la entrada de Wolicky sobre Barbauld en el Diccionario de las Biografías Literarias.
- Corsica: And Ode (1768)
- Poems (1773)
- Miscellaneous Pieces in Prose (con John Aikin) (1773)
- Devotional Pieces, Compiled from the Psalms and the Book of the Job (1775)
- Lessons for Children (1778–9) (4 volúmenes)[73]
- Hymns in Prose for Children (1781)
- An Address to the Opposers of the Repeal of the Corporation and Test Acts (1790)
- An Epistle to William Wilberforce, Esq. on the Refjection of the Bill for Abolishing the Slave Trade (1791)
- Civic Sermons to the People (1792)
- Remarks on Mr. Gilbert Wakefield’s Enquiry into the Expediency and Propriety of Public or Social Worship (1792)
- Evenings at Home, or The Juvenile Budget Opened (con John Aikin) (1792–6) (6 volúmenes)
- Sins of Government, Sins of the Nation (1793)
- Reasons for National Penitence Recommended for the Fast Appointed on February 28, 1794 (1794)
- «What is Education?» Monthly Magazine 5 (1798)
- The Arts of Life (con John Aikin) (1802)
- The Correspondence of Samuel Richardson (editado con una introducción) (6 volúmenes) (1804)
- Selections from the Spectator, Tatler, Guardian, and Freeholder, with a Preliminary Essay (editado con una introducción) (3 volúmenes) (1805)
- The British Novelists (editado con un detallado ensayo como introducción e introducciones para cada autor) (50 volúmenes) (1810)
- An Essay on the Origin and Progress of Novel-Writing (1810)
- The Female Speaker (editado) (1811)
- Eighteen Hundred and Eleven (1812)
- The Works of Anna Laetitia Barbauld. With a Memoir by Lucy Aikin (editado por la sobrina de Barbauld, Lucy Aikin) (1825)
- A Legacy for Young Ladies (editado por la sobrina de Barbauld, Lucy Aikin, luego de la muerte de la autora) (1826)

### Biografías
- Ellis, Grace. A Memoir of Mrs. Anna Laetitia Barbauld with Many of Her Letters (2 vols.). Boston: James R. Osgood and Co., 1874.
- Le Breton, Anna Letitia. Memoir of Mrs. Barbauld, including Letters and Notices of Her Family and Friends. By her Great Niece Anna Letitia Le Breton. Londres: George Bell and Sons, 1874.
- Murch, J. Mrs. Barbauld and her Contemporaries. Londres: Longman, 1877.
- Thackeray, Anne Ritchie. A Book of Sibyls. Londres: Smith, 1883.
- Rodgers, Betsy. Georgian Chronicle: Mrs. Barbauld and Her Family. Londres: Methuen, 1958.

Una nueva biografía de Barbauld por William McCarthy se encuentra en preparación.